# Rhodeus suigensis
Rhodeus suigensis е вид лъчеперка от семейство Шаранови (Cyprinidae).

## Разпространение
Видът е разпространен във вътрешните реки на Япония и Корейския полуостров.